# Wai Kru Ram Muay

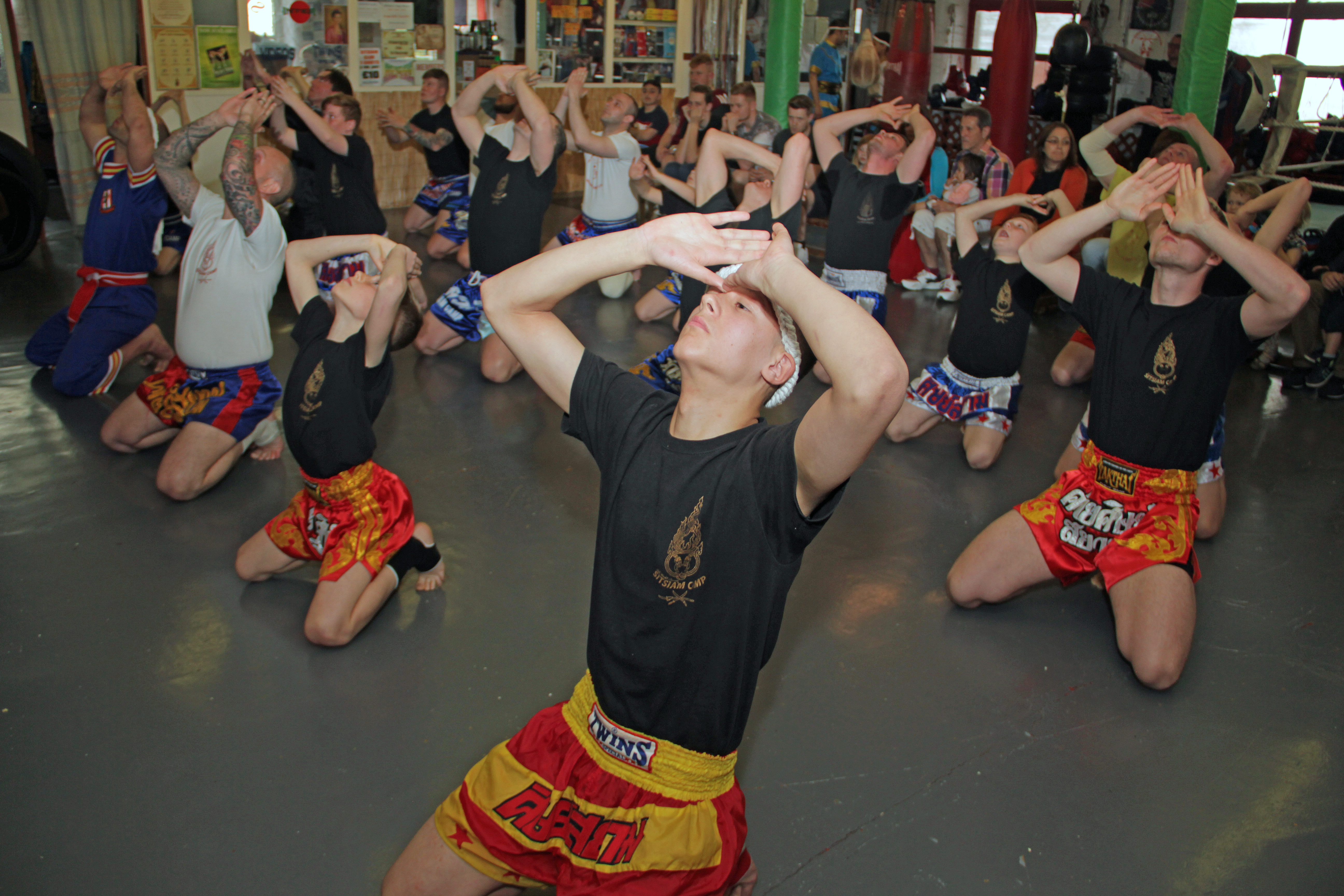
Luchadores realizando el saludo Ram Muay

Wai Khru Ram Muay ( Thai: ไหว้ครูรำมวย, RTGS : wai khru ram muai, IPA: [wâːj kʰrūː rām mūɛj] ) es un ritual realizado por los  nak muay, los practicantes de muay thai, antes de luchar. Conocido por diferentes nombres, también existe en muay Lao de Laos, en el prodal de Camboya, y en el tomoi de Malasia. Consiste en dos partes: el wai khru y el ram muay. El wai es un saludo tailandés tradicional con las palmas juntas como una señal de respeto. Khru es la forma tailandesa de la palabra sánscrita gurú que significa maestro. Ram es la palabra tailandesa para bailar en estilo clásico, y muay significa boxeo o arte marcial. Por lo tanto, el término completo puede traducirse como "baile de guerra que saluda al maestro", pero los tailandeses generalmente lo acortan a wai khru o ram muay. El ram muay muestra respeto y gratitud al maestro del boxeador, sus padres, y a sus antepasados. Cuando los boxeadores luchaban delante de la realeza, el ram muay también era una muestra de  respeto al rey.
Al entrar en el cuadrilátero, los combatientes  caminan en el sentido contrario a las agujas del reloj y oran en cada esquina. Inclinan su cabeza en cada esquina tres veces en saludo a Buda -o a los dioses hindúes-, Rama y la sangha de los monjes. Después, comienzan el ram muay, los movimientos de los cuales se dice que se basan en Hanuman. El ram muay es un ritual personal, que va desde lo muy complejo hasta lo más simple, y a menudo contiene pistas sobre quién entrenó al luchador y de dónde es el luchador. El ram muay está acompañado por música en vivo, proporcionando un ritmo a los movimientos del boxeador.
El Wai Khru es una muestra de respeto ante el entrenador. El Wai Kru es tradicionalmente practicado por tailandeses de varias profesiones y artes, por ejemplo, bailarines, luchadores de espadas, músicos, así como estudiantes académicos. Fuera del muay thai es una reverencia poniendo ambas manos juntas delante del pecho. En el muay thai es un ritual  estético, tanto práctico como espiritual. En un sentido práctico, funciona como un último calentamiento previo a la pelea y da al luchador tiempo para concentrarse antes de luchar.
Después de terminar el Wai Khru, los combatientes regresan a sus propias esquinas para que le retiren el Pitee Tod Mongkon. El luchador se para en su esquina, baja la cabeza y levanta las manos hacia su pecho para en panom mue wai, mientras su entrenador, fuera del cuadrilátero frente al luchador, levanta sus manos para devolver el wai. El luchador mantiene la postura mientras que el entrenador pronuncia una oración y sopla tres veces encima de la cabeza de los combatientes antes de quitar el Mongkon. Al terminar este ritual y después de una revisión de las reglas por el juez el combate puede comenzar.